# Bruno Fernandes Andrade de Brito
Bruno Fernandes Andrade de Brito, noto solo come Bruno Andrade (São Bernardo do Campo, 2 marzo 1989), è un allenatore di calcio ed ex calciatore brasiliano, di ruolo attaccante.

## Carriera
Dopo aver giocato in patria con il Santo André, nel gennaio del 2008 si trasferisce in prestito agli italiani della Reggina. Nell'estate del 2008 si trasferisce in Olanda per giocare con l'Helmond Sport, inizialmente in prestito e poi riscattato dopo una stagione. Dopo tre stagioni si trasferisce in Belgio al Sint-Truiden, quindi prova un'esperienza in Cile al San Marcos. Nel 2012 torna al Sint-Truiden.
Nel 2013 torna in Brasile, andando a giocare con l'Audax Rio, mentre nel 2013 si trasferisce agli olandesi del Willem II con cui ottiene la promozione in Eredivisie al termine della stagione 2013-2014, esordendo quindi anche nella massima serie del campionato olandese.

## Palmarès

### Club

#### Competizioni nazionali
- Eerste Divisie: 1

Willem II: 2013-2014